# Regency Enterprises
Regency Enterprises è una casa di produzione cinematografica e televisiva statunitense, fondata nel 1982 da Arnon Milchan.
Conosciuta in precedenza come Embassy International Pictures, lavora come casa di produzione cinematografica attraverso la società controllata New Regency e come produttrice televisiva attraverso l'inattiva Regency Television.

## Storia
L'imprenditore israeliano Arnon Milchan ha fondato l'azienda nel 1982 con il nome di Embassy International Pictures N.V., che ha mantenuto questo nome per sette anni prima di diventare Regency International Pictures. Durante questo periodo l'azienda era coinvolta nella produzione o nel finanziamento di film nei quali Milchan era coinvolto come unico produttore. Tra i film prodotti dalla Embassy/Regency International ci sono stati Re per una notte e C'era una volta in America.
Nel 1991 Milchan ha effettuato un rebranding dell'azienda, rinominandola Regency Enterprises, e ha creato la sussidiaria New Regency Productions, firmando un accordo di distribuzione per quest'ultima con la Warner Bros. Nel settembre del 1997 Milchan ha siglato un nuovo accordo di distribuzione globale di quindici anni con la 20th Century Fox e in cambio la società madre della Fox, la News Corporation, ha investito 200 milioni di dollari nella New Regency, acquisendone una quota aziendale del 20%. Nel 2011 Fox e New Regency hanno esteso l'accordo fino al 2022.
Nel 1998 ha lanciato Regency Television, joint venture tra la New Regency e Fox Television Studios. Tra le serie più note prodotte dalla Regency ci sono state Roswell e le sticom Malcolm e The Bernie Mac Show. Regency Television ha cessato le attività nel 2008.
Nel 1999, con l'entrata del dirigente New Regency David Matalon nel consiglio di vigilanza della Puma, Regency Enterprises è stata l'azionista di maggioranza della Puma, con una quota del 25%. Milchan ha poi venduto le sue azioni Puma nel maggio 2003 per 676 milioni di dollari.

## Società controllate

Logo della Regency prima del 2016.

- New Regency Productions (80%) (joint venture tra Regency Enterprises e 20th Century Studios)
- Regency Television (50%) (joint venture tra New Regency e 20th Television)

### Non più controllate
- Restless Records (casa discografica, venduta alla Rykodisc nel 2001)

## Filmografia

### Embassy International Pictures (1981-1989)
- Re per una notte (The King of Comedy), regia di Martin Scorsese (1982)
- C'era una volta in America (Once Upon a Time in America), regia di Sergio Leone (1984)
- Brazil, regia di Terry Gilliam (1985)
- Legend, regia di Ridley Scott (1985)
- Stripper, regia di Jerome Gary - documentario (1986)
- Kidnapping - Pericolo in agguato (Man on Fire), regia di Élie Chouraqui (1987)

### Regency International Pictures (1989-1991)
- Ragazze, il mostro è innamorato (Big Man on Campus), regia di Jeremy Kagan – film TV (1989)
- Terzo grado (Q&A), regia di Sidney Lumet (1990)

### Regency Enterprises (1991-presente)

#### New Regency
- 6 gradi di separazione (Six Degrees of Separation), regia di Fred Schepisi (1993) - co-produzione con Maiden Movies
- Tra cielo e terra (Heaven & Earth), regia di Oliver Stone (1993) - co-produzione con Ixtlan Productions e Todd-AO/TAE Productions
- Assassini nati - Natural Born Killers (Natural Born Killers), regia di Oliver Stone (1994) - co-produzione con Ixtlan Productions
- A proposito di donne (Boys on the Side), regia di Herbert Ross (1995) - co-produzione con Hera Productions
- Empire Records, regia di Allan Moyle (1995) - co-produzione con Alan Riche/Tony Ludwig Productions
- Bogus - L'amico immaginario (Bogus), regia di Norman Jewison (1996) - co-produzione con Yorktown Productions
- Breaking Up - Lasciarsi (Breaking Up), regia di Robert Greenwald (1997)
- Il negoziatore (The Negotiator), regia di F. Gary Gray (1998) - co-produzione con Mandeville Films
- Tigerland, regia di Joel Schumacher (2000) - co-produzione con Haft Entertainment
- Freddy Got Fingered, regia di Tom Green (2001) - co-produzione con MBST Productions
- Don't Say a Word, regia di Gary Fleder (2001) - co-produzione con Kopelson Entertainment e Further Films
- Radio Killer (Joy Ride), regia di John Dahl (2001) - co-produzione con Bad Robot Productions e LivePlanet
- Black Knight, regia di Gil Junger (2001) - co-produzione con Runteldat Entertainment e The Firm
- High Crimes - Crimini di stato (High Crimes), regia di Carl Franklin (2002) - co-produzione con Manifest Film Company e Monarch Pictures
- Una vita quasi perfetta (Life or Something Like It), regia di Stephen Herek (2002) - co-produzione con Davis Entertainment
- Daredevil, regia di Mark Steven Johnson (2003) - co-produzione con Marvel Entertainment
- La giuria (Runaway Jury), regia di Gary Fleder (2003)
- La ragazza della porta accanto (The Girl Next Door), regia di Luke Greenfield (2004) - co-produzione con Gordon / Gittes Productions
- Man on Fire - Il fuoco della vendetta (Man on Fire), regia di Ridley Scott (2004) - co-produzione con Scott Free Productions
- Una teenager alla Casa Bianca (First Daughter), regia di Forest Whitaker (2004) - co-produzione con Davis Entertainment e Spirit Dance
- Elektra, regia di Rob Bowman (2005) - co-produzione con Marvel Entertainment
- Mr. & Mrs. Smith, regia di Doug Liman (2005) - co-produzione con Summit Entertainment e Weed Road Pictures
- Innamorarsi a Manhattan (Little Manhattan), regia di Mark Levin (2005) - co-produzione con Pariah
- Stay - Nel labirinto della mente (Stay), regia di Marc Forster (2005)
- FBI: Operazione tata (Big Momma's House 2), regia di John Whitesell (2006) - co-produzione con Deep River Films, Firm Films e Runteldat Entertainment
- Hot Movie - Un film con il lubrificante (Date Movie), regia di Aaron Seltzer e Jason Friedberg (2006)
- The Sentinel - Il traditore al tuo fianco (The Sentinel), regia di Clark Johnson (2006) - co-produzione con Furthur Films
- Baciati dalla sfortuna (Just My Luck), regia di Donald Petrie (2006) - co-produzione con Cheyenne Enterprises
- La mia super ex-ragazza (My Super Ex-Girlfriend), regia di Ivan Reitman (2006) - co-produzione con Pariah
- The Fountain - L'albero della vita (The Fountain), regia di Darren Aronofsky (2006) - co-produzione con Protozoa Pictures
- Conciati per le feste (Deck the Halls), regia di John Whitesell (2006) - co-produzione con Corduroy Films
- Epic Movie, regia di Aaron Seltzer e Jason Friedberg (2007) - co-produzione con Paul Schiff Productions
- Il cane pompiere (Firehouse Dog), regia di Todd Holland (2007)
- 3ciento - Chi l'ha duro... la vince (Meet the Spartans), regia di Aaron Seltzer e Jason Friedberg (2008) - co-produzione con 3 in the Box
- Jumper - Senza confini (Jumper), regia di Doug Liman (2008) - co-produzione con Hypnotic
- Ombre dal passato (Shutter), regia di Masayuki Ochiai (2008) - co-produzione con Vertigo Entertainment e Ozla Pictures
- Riflessi di paura (Mirrors), regia di Alexandre Aja (2008)
- Bride Wars - La mia migliore nemica (Bride Wars), regia di Gary Winick (2009) - co-produzione con Birde Riche/Ludwig Productions
- Mordimi (Vampires Suck), regia di Aaron Seltzer e Jason Friedberg (2010) - co-produzione con 3 in the Box
- Amore & altri rimedi (Love & Other Drugs), regia di Edward Zwick (2010) - co-produzione con Stuber Pictures e Bedford Falls Productions
- Big Mama - Tale padre, tale figlio (Big Mommas: Like Father, Like Son), regia di John Whitesell (2011) - co-produzione con Friendly Films, Runteldat Entertainment e The Collective
- (S)Ex List (What's Your Number?), regia di Mark Mylod (2011) - co-produzione con Contrafilm
- In Time, regia di Andrew Niccol (2011) - co-produzione con Strike Entertainment
- L'ora nera (The Darkest Hour), regia di Chris Gorak (2011) - co-produzione con Jacobson Company e Bazelevs Company
- Broken City, regia di Allen Hughes (2013) - co-produzione con Emmett/Furla Films
- 12 anni schiavo (12 Years a Slave), regia di Steve McQueen (2013) - co-produzione con River Road Entertainment e Plan B Entertainment
- Birdman, regia di Alejandro González Iñárritu (2014) - co-produzione con M Productions e Le Grisbi Productions
- Affare fatto (Unfinished Business), regia di Ken Scott (2015) - co-produzione con Escape Artists
- True Story, regia di Rupert Goold (2015) - co-produzione con Plan B Entertainment
- Revenant - Redivivo (The Revenant), regia di Alejandro González Iñárritu (2015) - co-produzione con Anonymous Content, M Productions e Appian Way Productions
- Assassin's Creed, regia di Justin Kurzel (2016) - co-produzione con Ubisoft Motion Pictures, DMC Films e The Kennedy/Marshall Company
- La cura dal benessere (A Cure for Wellness), regia di Gore Verbinski (2017) - co-produzione con Blind Wink Productions
- Unsane, regia di Steven Soderbergh (2018) - co-produzione con Extension 765
- Widows - Eredità criminale (Widows), regia di Steve McQueen (2018) - co-produzione con See-Saw Films e Lammas Park Productions
- Guava Island, regia di Hiro Murai (2019)
- Ad Astra, regia di James Gray (2019) - co-produzione con RT Features, Plan B Entertainment, Keep Your Head Productions e MadRiver Pictures
- The Northman, regia di Robert Eggers (2022)
- Acque profonde (Deep Water), regia di Adrian Lyne (2022)
- The Creator, regia di Gareth Edwards (2023)
- The Bikeriders, regia di Jeff Nichols (2023)
- Splinter Cell: Deathwatch - serie animata - co- produzione con Ubisoft Film & Television e Thunder Road Pictures

#### Regency Television
- Roswell – serie TV, 61 episodi (1999-2002) - co-produzione con Jason Katims Productions e 20th Century Fox Television
- Ryan Caulfield: Year One – serie TV, 8 episodi (1999) - co-produzione con Fox 21 Television Studios
- Malcolm (Malcolm in the Middle) – serie TV, 151 episodi (2000-2006) - co-produzione con Satin City and Fox 21 Television Studios
- Tucker – serie TV, 13 episodi (2000) - co-produzione con Sudden Entertainment, Fox 21 Television Studios e NBC Studios
- FreakyLinks – serie TV, 13 episodi (2000-2011) - co-produzione con Haxan Films e 20th Century Fox Television
- The Bernie Mac Show – serie TV, 104 episodi (2001-2006) - co-produzione con Wilmore Films e 20th Century Fox Television
- The Education of Max Bickford – serie TV, 22 episodi (2001-2002) - co-produzione con Sugar Mama Productions, Joe Cacaci Productions, 20th Century Fox Television and CBS Productions
- UC: Undercover – serie TV, 23 episodi (2001-2002) - co-produzione con Jersey Television, Chasing Time Pictures, NBC Studios e 20th Century Fox Television
- John Doe – serie TV, 21 episodi (2004) - co-produzione con Camp-Thompson Productions e Fox 21 Television Studios
- Wonderfalls – serie TV, 13 episodi (2004) - co-produzione con Living Dead Guy Productions, Walking Bud Productions e 20th Century Fox Television
- Method & Red – serie TV, 13 episodi (2004) - co-produzione con If I Can Productions, Method Man Enterprises, Background Action, Inc. e 20th Century Fox Television
- Listen Up! – serie TV, 22 episodi (2004-2005) - co-produzione con CBS Productions e Fox 21 Television Studios
- A casa di Fran (Living with Fran) – serie TV, 26 episodi (2005-2006) - co-produzione con Fringe Producers, On Time and Sober Productions, Jizzy Entertainment, Uh-Oh Productions e Fox 21 Television Studios
- Killer Instinct – serie TV, 13 episodi (2005-2006) - co-produzione con Fox 21 Television Studios
- Thief - Il professionista (Thief) – miniserie TV, 6 episodi (2006) - co-produzione con Pariah, Sarabande Productions e Fox 21 Television Studios
- Windfall – serie TV, 13 episodi (2006) - co-produzione con Joyful Girl Productions e Fox 21 Television Studios
- Help Me Help You – serie TV, 13 episodi (2006) - co-produzione con Pointy Bird Productions, Tire Fire Productions e Fox Television Studios
- New Amsterdam – serie TV, 8 episodi (2008) - co-produzione con Sarabande Productions, Scarlet Fire Entertainment e Fox 21 Television Studios
- The Return of Jezebel James – serie TV, 7 episodi (2008) - co-produzione con Dorothy Parker Drank Here Productions e Fox 21 Television Studios